# Đồng Ích
Đồng Ích là một xã thuộc huyện Lập Thạch, tỉnh Vĩnh Phúc, Việt Nam.
Xã Đồng Ích có diện tích 12,43 km², dân số năm 1999 là 10442 người, mật độ dân số đạt 840 người/km².